# Axel Lund
Anders Axel Wilhelm Lund (i riksdagen kallad Lund i Västervik), född 8 augusti 1839 i Vimmerby, död 18 december 1925 i Västervik, var en svensk skolman och politiker (liberal).
Axel Lund, som var son till en rådman, blev filosofie magister vid Uppsala universitet år 1863 och anställdes samma år som adjunkt vid högre allmänna läroverket i Västervik. Vid sidan om lärartjänsten var han också en ledande lokalpolitiker i staden, bland annat som stadsfullmäktiges ordförande 1895–1914.
Han var riksdagsledamot i andra kammaren i två omgångar, dels vid höstsessionen 1887 (efter nyvalet) för Eksjö, Vimmerby och Västerviks valkrets, dels 1903–1905 för Västerviks och Eksjö valkrets. År 1887 var han partilös, men vid återkomsten till riksdagen anslöt han sig till frisinnade landsföreningens riksdagsparti liberala samlingspartiet. Han var ledamot av 1903 års tillfälliga utskott och lade bland annat fram en riksdagsmotion om förändrad handelslagstiftning.